# Mepachymerus meridionalis
Mepachymerus meridionalis är en tvåvingeart som beskrevs av Shu Wen An och Yang 2007. Mepachymerus meridionalis ingår i släktet Mepachymerus och familjen fritflugor. Inga underarter finns listade i Catalogue of Life.